# Ladislaus Tuszyński
Ladislaus Tuszyński (* 20. Juni 1876 in Lemberg, Galizien; † 21. September 1943 in Wien) war ein österreichischer Karikaturist, Illustrator und Trickfilmzeichner.
Als Illustrator der Titelseite der Kronen Zeitung über einen Zeitraum von rund 40 Jahren erreichte er große Bekanntheit. Insgesamt schuf er in seinem Leben, auch für andere Printmedien, rund 12.000 Illustrationen und Karikaturen. Neben Peter Eng und Louis Seel zeichnete er zudem für den Großteil der Trickfilmproduktion des österreichischen Stummfilms verantwortlich.

## Leben und Wirken

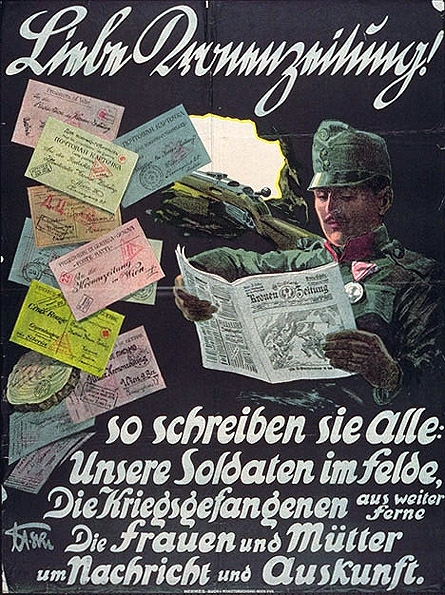
Plakat für die Kronen Zeitung (1915)

Ladislaus Tuszyński war kaufmännischer Beamter, bevor er 1900 als Illustrator bei der Wochenzeitung Wiener Bilder tätig wurde. Wenige Jahre später wurde er Illustrator und Karikaturist bei der Wiener Kronen Zeitung, wodurch er große Bekanntheit erlangte. Eine Zeit lang illustrierte er auch die Leipziger Illustrirte Zeitung. Auch als Gerichtszeichner trat Tuszyński in Erscheinung. Sein häufig verwendetes Pseudonym war „Strix“.
Als Trickfilmzeichner begann Tuszyńsky gegen Ende des Ersten Weltkriegs, um 1919, zu arbeiten. Er richtete sich sein eigenes Trickfilmstudio ein, in dem er seine Zeichnungen zu bewegten Bildern auf Filmband animieren konnte. Häufigster Produzent seiner Filme war die Astoria-Film, die einzige österreichische Filmproduktionsgesellschaft die neben Spielfilmen auch regelmäßig Trickfilme hervorbrachte. Bei dieser war er auch als künstlerischer Beirat tätig. In vielen Filmen vermischte er reale Filmaufnahmen mit Zeichentricksequenzen, wodurch diese Filme im Grunde zwar Trickfilme sind, aber dennoch der Mitwirkung von Spielfilmregisseuren, Kameraleuten und Schauspielern bedurften. Viele Filme produzierte Tuszyński auch selbst mit seiner Film-Werke AG. Trickfilme waren in der Regel deutlich kürzer als die Spielfilme, die in den 20er-Jahren bereits bis zu einer Stunde oder länger dauerten, und wurden meist im Vorprogramm eines Hauptfilms – neben Wochenschau und Werbekurzfilmen – gezeigt.
Tuszyński war eines der Vorstandsmitglieder des Filmbundes, der Interessenvertretung der österreichischen Filmschaffenden. Sein Trickfilmschaffen endete in etwa zeitgleich mit der europäischen Filmwirtschaftskrise um 1924/25, ausgelöst durch eine Flut hochwertiger, aber billig vertriebener Hollywood-Filme, die auch in Österreich die meisten Filmproduzenten ruinierte. Danach wurden in Österreich kaum mehr Trickfilme hergestellt.
Tuszyński, der seine Tätigkeit als Illustrator und Karikaturist stets beibehalten hat, war noch bis 1940 für Wiener Bilder und in etwa ebenso lang für die Kronen Zeitung tätig, deren Titelseite er rund 40 Jahre lang illustriert hat. Insgesamt zeichnete er rund 12.000 Illustrationen und Karikaturen. Eine Auswahl daraus wurde 1953 anlässlich seines zehnten Todestages in der Wiener Stadtbibliothek ausgestellt.

## Zeichenstil
Tuszyński orientierte sich stets an einer naturnahen Abbildung, ohne jedoch fotografisch realistisch zu werden. Im Gegensatz zu vielen anderen Zeichnern dieser Zeit schattierte er seine Figuren und Gegenstände und brachte somit eine räumliche Dimension in seine Zeichnungen. Wie auch Louis Seel interessierte ihn die Möglichkeit, Zeichnungen mit Realaufnahmen zu kombinieren. In einigen seiner Filme tauchen daher auch reale Filmaufnahmen auf, in manchen greift er sogar persönlich ein. So ist etwa in Amaranta (1921), einer Folge der Filmserie „Abenteuer des berühmten Harry Pracks“, seine Hand zu sehen, die einem im Wasser verunglückten Fischer hilft, die Hafenmauer zu erklimmen. Im wenig später entstandenen Film Die Entdeckung Wiens am Nordpol (1921) zieht Tuszyńskis Hand an einer herabhängenden Leine, um das Polarlicht einzuschalten.

## Filmografie
Von Ladislaus Tuszyński gezeichnete und inszenierte Trickfilme oder Filme, die Trickfilmelemente einbeziehen:
- 1921: Die Jagd nach dem Kopfe (Produktion: Astoria-Film)[3]
- 1921: Amaranta (Produktion: Astoria-Film)[3]
- 1921: Zwerg Nase (Regie mit Heinz Hanus, Produktion: Astoria-Film)
- 1921: Das Weib des Irren (Regie mit Heinz Hanus, Produktion: Astoria-Film)[6]
- 1921: Kalif Storch (Regie mit Hans Berger, Produktion: Film-Werke)
- 1922: Gevatter Tod (technische Mitarbeit; Regie: Heinz Hanus, Produktion: Astoria-Film)[7]
- 1922: Die Entdeckung Wiens am Nordpol (Produktion: Film-Werke)
- 1922: Die Venus (Regie mit Hans Homma, Produktion: Pan-Film)
- 1924: Die Puppe des Maharadscha (Produktion: Pan-Film)